# Послух
По́слух — в древнерусском судебном праве свидетель, обладающий «доброй славой», то есть достойный доверия; чаще всего лично свободный человек (исключение делалось для процессов, непосредственно касающихся холопов). Послух после целования креста свидетельствовал о том, что ему известно о деле. Важно понимать, что очевидцем событий, составлявших предмет судебного разбирательства, послух не был (непосредственный свидетель-очевидец назывался видок). Он говорил о том, что слышал о деле (отсюда и название послух). Поэтому так важна была его «добрая слава». Разделение свидетелей на «послухов» и «видоков» исчезает к моменту выхода Судебника 1497 года. С этого момента все свидетели называются «послухами».
Если показания истца и его послуха различались, последний отстранялся, и дело считалось проигранным.
Послух, согласно Судебнику 1550 года, мог отстаивать свои показания на «поле» — подтверждать их с оружием в руках. Против послуха могли выступать как истцы с ответчиками, так и другие послухи. В случае увечья или невозможности выйти на поле (пол, малолетство, священнический или иноческий сан) как послух, так и его соперник могли обратиться к услугам наймитов.
Послухом назывался также свидетель при заключении брачного контракта, делового соглашения, оформлении завещания.